# Torre Cuadrada (Argelita)
La torre Cuadrada es una torre ubicada en el casco urbano de Argelita (Castellón), España.

## Descripción
No se disponen de datos certeros acerca de las dimensiones y forma exacta del antiguo edificio, aunque parece probado que era de reducido tamaño y principalmente se componía de la torre de planta rectangular que ha llegado hasta nuestros días. 
En esta edificación residió el último gobernador almohade de Valencia tras retirarse de sus dominios después de los pactos celebrados con el monarca Jaime I de Aragón. Afortunadamente la población aún conserva lo que parece que fue la parte más importante del palacio, la torre. 
Esta es de tipo señorial almenada. Además también se aprecian distintos tipos de vestigios de amurallamientos que circundaban parte de la población. La fábrica principal del cuerpo de la torre es de sillarejo con sillares en sus esquinas. Se compone de planta baja y tres alturas.
En la actualidad se encuentra restaurada y además parte de los lienzos de muralla existentes están restaurados e integrados de manera acertada en una zona ajardinada.
En esta torre se alberga un museo etnológico.